# Fundacja „Świat na Tak”
Fundacja „Świat na Tak” – fundacja działająca od 1998 roku na rzecz młodzieży.
Celem działania Fundacji jest wszechstronna pomoc młodzieży oraz promocja wolontariatu. Fundacja została zarejestrowana w grudniu 1998 roku, ale pierwsze zadanie – Samorządowy Konkurs Nastolatków „Ośmiu Wspaniałych” – było realizowane już 5 lat wcześniej. W 2001 r. zostało podpisane porozumienie pomiędzy Fundacją a Minister Edukacji Narodowej o promocji wolontariatu, podejmowaniu wspólnych działań wspierających programy wychowawcze upowszechniających altruizm oraz służące rozwojowi młodzieży i właściwego przygotowania jej do odpowiedzialnego wejścia w dorosłe życie oraz promowania programu doskonalenia nauczycieli do rozwijania wolontariatu.
W marcu 2004 roku Fundacja uzyskała status organizacji pożytku publicznego, a w listopadzie 2004 roku nagrodę w konkursie Pro Publico Bono. Prezesem zarządu Fundacji jest Joanna Fabisiak.

## Cele statutowe
Działalność nieodpłatna:
1. Organizowanie wystaw, festiwali, biennale, konkursów, a w szczególności Samorządowego Konkursu Nastolatków „Ośmiu Wspaniałych”
2. Wspieranie programów, powoływanie i finansowanie placówek o charakterze doradczo-informacyjnym zajmujących się doradztwem w zakresie bytowym, edukacyjnym i psychologicznym, upowszechniającym postawy obywatelskie, zaradność, samodzielność i samorządność między innymi poprzez tworzenie i udostępnianie baz danych związanych z udzielaniem informacji.
3. Pomoc finansowa i rzeczowa dla młodzieży będącej w trudnej sytuacji życiowej.
4. Prowadzenie i wspieranie klubów wychowawczo-resocjalizacyjnych i sportowych dla młodzieży z rodzin patologicznych, młodzieży bezrobotnej oraz opuszczającej placówki opiekuńczo-wychowawcze lub zakłady karne, inicjowanie, powoływanie i wspieranie klubów dla młodzieży niepełnosprawnej, powoływanie i prowadzenie Klubów Ośmiu Młodzieżowego Wolontariatu.

Działalność odpłatna:
1. Organizowanie imprez turystycznych, a w szczególności organizowanie i finansowanie obozów szkoleniowych i wypoczynkowych dla młodzieży, wycieczek, dwustronnej wymiany mających na celu przybliżenie i poznanie przez młodzież struktur i procedur obowiązujących w Unii Europejskiej.
2. Organizowanie i finansowanie szkoleń dla absolwentów szkół podstawowych, gimnazjalnych, ponadgimnazjalnych, szkół wyższych oraz szkoleń dla liderów i kadry instruktorskiej do pracy z młodzieżą.

## Programy Fundacji
Samorządowy Konkurs Nastolatków „Ośmiu Wspaniałych”
Konkurs organizowany od 1993 r. jako forma przeciwstawienia się brutalności i przemocy wśród młodzieży promuje pozytywne, prospołeczne postawy i działania młodych ludzi na rzecz osób potrzebujących. Organizowany przy współpracy z władzami samorządowymi w ponad 100 miastach całej Polski. Konkurs jest elementem procesu wychowawczego młodzieży i poprzez wskazanie postaw altruistycznych ma na celu kształtowanie charakteru młodych ludzi. Konkurs skierowany jest zarówno do uczniów szkół podstawowych, jak też do młodzieży gimnazjalnej i ponadgimnazjalnej.
Kluby Ośmiu Młodzieżowego Wolontariatu
Kluby Ośmiu Młodzieżowego Wolontariatu proponując wartościową formę aktywności młodzieży w czasie pozalekcyjnym uzupełniają program wychowawczy młodzieży. Celem istnienia i działalności Klubów jest wychowywanie do brania pełnej odpowiedzialności za własne życie oraz obywatelskiej odpowiedzialności za życie społeczne.
Kluby kierują się trzema zasadami: indywidualnego zaangażowania wolontariuszy w pomoc potrzebującym, etyczną zasadą Kazimierza Lisieckiego „wstyd za zło”, polegającą na systematycznym kształtowaniu własnego charakteru oraz zasadą budowania cywilizacji miłości.
Wolontariusze na co dzień pracują na rzecz osób chorych, sędziwych, samotnych, dzieci z domów dziecka, niepełnosprawnych.
Kluby Ośmiu Młodzieżowego Wolontariatu Jako skuteczna metoda przeciwdziałania przemocy
1 września 2009 r. Fundacja rozpoczęła realizację nowego programu pod nazwą „Kluby Ośmiu Młodzieżowego Wolontariatu Jako skuteczna metoda przeciwdziałania przemocy” finansowanego ze środków Programu Operacyjnego Fundusz Inicjatyw Obywatelskich.
Projekt realizowany będzie na terenie całej Polski, zakłada szerzenie idei wolontariatu jako skutecznej metody wychowawczej przeciw przemocy w szkołach i środowiskach lokalnych poprzez tworzenie Klubów Ośmiu Młodzieżowego Wolontariatu. Kluby Ośmiu Młodzieżowego Wolontariatu są nowoczesnym i innowacyjnym sposobem na pożyteczne spędzenie wolnego czasu wśród dzieci i młodzieży. W trakcie realizacji projektu zostanie wyłonionych 16 lokalnych Liderów Młodzieżowego Wolontariatu, których zadaniem będzie koordynowanie pracy Klubów Ośmiu na terenie swojego województwa. Lokalni Liderzy zostaną wyposażeni w niezbędne środki edukacyjne do wykonania zadania. Odbędą oni 3 szkolenia w trakcie trwania programu m.in. z zakresu pedagogiki, psychologii, pozyskiwania środków. Zostanie również zorganizowany obóz dla wolontariuszy Klubów Ośmiu pozwalający na wymianę doświadczeń i pogłębienie wiedzy młodych ludzi z całej Polski.
Bliżej Siebie
Program organizowany przez naszą Fundację wraz z Fundacją Polsko-Niemieckie Pojednanie. Celem tego programu jest zainteresowanie młodzieży losem i potrzebami osób, które w czasie II Wojny Światowej były więźniami obozów koncentracyjnych. W ramach programu nasi wolontariusze organizują dla byłych więźniów okolicznościowe spotkania, odwiedzają kombatantów w domach, pomagają przy codziennych czynnościach. Pracownicy Fundacji Polsko-Niemieckie Pojednanie spotykają się także z naszymi wolontariuszami opowiadając im o możliwościach pracy wolontariuszy w Fundacji Polsko-Niemieckie Pojednanie oraz o możliwości współpracy Klubów Ośmiu z Fundacją.
Radosna Jesień Życia
Jest to program aktywizacji osób powyżej 50 roku życia. W ramach programu odbywają się między innymi szkolenia. Niektóre z nich, takie jak np. nauka obsługi komputera, organizują i prowadzą wolontariusze Klubów Ośmiu. Głównym celem programu jest aktywizowanie osób starszych poprzez integrację z młodzieżą. Dzięki spotkaniom integracyjnym i komputerowym, w których brały udział seniorzy i osoby młodsze, uczestnicy mogą zdobyć nowe umiejętności, wspólnie się poznać i zaprzyjaźnić. Wymiana doświadczeń między obydwoma pokoleniami ma również znaczenie wychowawcze dla młodzieży. Nasi wolontariusze pomagają także w pracach Uniwersytetów Trzeciego Wieku.
Program prowadzony we współpracy z Urzędem m.st. Warszawy, którego celem jest integracja młodzieży i seniorów. Fundacja podpisała porozumienie o współpracy z ursynowskim Uniwersytetem III Wieku. W ramach spotkań integracyjnych organizowane są imprezy świąteczne, wspólne wycieczki, wyjścia do kina, teatru. Ponadto organizowany jest regularny kurs obsługi komputera.
Ambasador Dobra
W 2003 roku Fundacja ogłosiła Społeczną Kampanię na Rzecz Dobra Wspólnego AMBASADOR DOBRA. Celem kampanii jest poprawa relacji międzyludzkich i humanizacja życia społecznego. Ambasador Dobra podejmuje zadania wolontarystyczne na miarę swoich możliwości oraz zobowiązuje się do świadomego przekazywania dobrych słów, gestów, obyczajów i zasad.
„Nie jesteś jednak tak bezwolny,
A choćbyś był jak kamień polny,
Lawina bieg od tego zmienia,
Po jakich toczy się kamieniach.
I jak zwykła mawiać już ktoś inny,
Możesz, więc wpłyń na bieg lawiny,
Łagódź jej dzikość, okrucieństwo,
Do tego też potrzebne męstwo, (...)
A więc pamietaj – w trudną porę
Marzeń masz być ambasadorem (...)”
Traktat moralny (Czesław Miłosz)
Ambasador Dobra lubi dobre słowo, dobre zasady, dobre obyczaje, stara się wnosić dobro w otaczający świat pomaga potrzebującym cieszy go powodzenie innych życzliwość towarzyszy jego działaniu Zabiega o poprawę relacji międzyludzkich przezwycięża trudności napotykane w staraniach o powiększanie dobra.
Jesteśmy Tacy Sami
Od 10 lat wolontariusze Fundacji organizują Karnawałowe Bale Integracyjne, kursy tańca, spotkania z kulturą, wyjazdy turystyczne dla osób niepełnosprawnych.
Celem jest promowanie idei integracji, nauka budowania solidarności między młodzieżą ze specjalnymi potrzebami i ich rówieśnikami.
Droga do samodzielności
Jest to program pomocy dla młodzieży, która rozpoczyna dorosłe życie. Prowadzimy szkolenia z zakresu umiejętnego poszukiwania pracy, pozyskiwania informacji. Udzielamy porad psychologicznych, prawnych i medycznych dla osób w trudnej sytuacji życiowej. W zakres programu wchodzą także realizowane przez nas od 8 lat bezpłatne korepetycje ze wszystkich przedmiotów, które pomagają uczniom nadrabiać zaległości edukacyjne.
Pogotowie Naukowe
Program pozwalający młodzieży gimnazjalnej i licealnej z terenu m.st. Warszawy na nadrobienie zaległości w nauce oraz wyrobienia w sobie umiejętności samodzielnego uczenia się. Zajęcia prowadzone są raz w tygodniu w zaprzyjaźnionych szkołach oraz w siedzibie Fundacji, przez doświadczonych nauczycieli w zakresie nauk ścisłych, humanistycznych i języków obcych.
Pragnę Zwyciężać